# Monastère des Saints-Apôtres

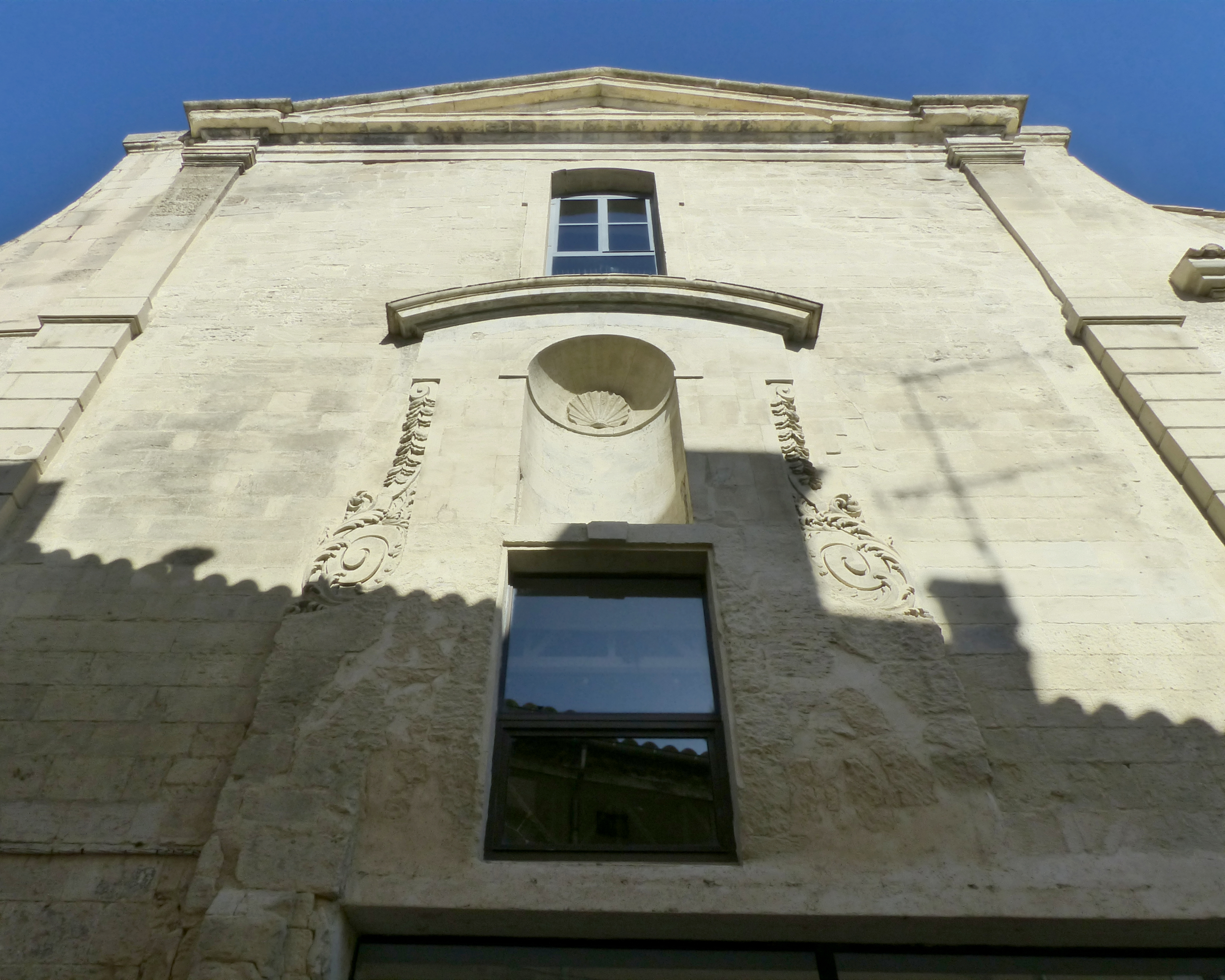
Voorgevel van Sainte-Croix (18e-eeuws) in Arles, Frankrijk

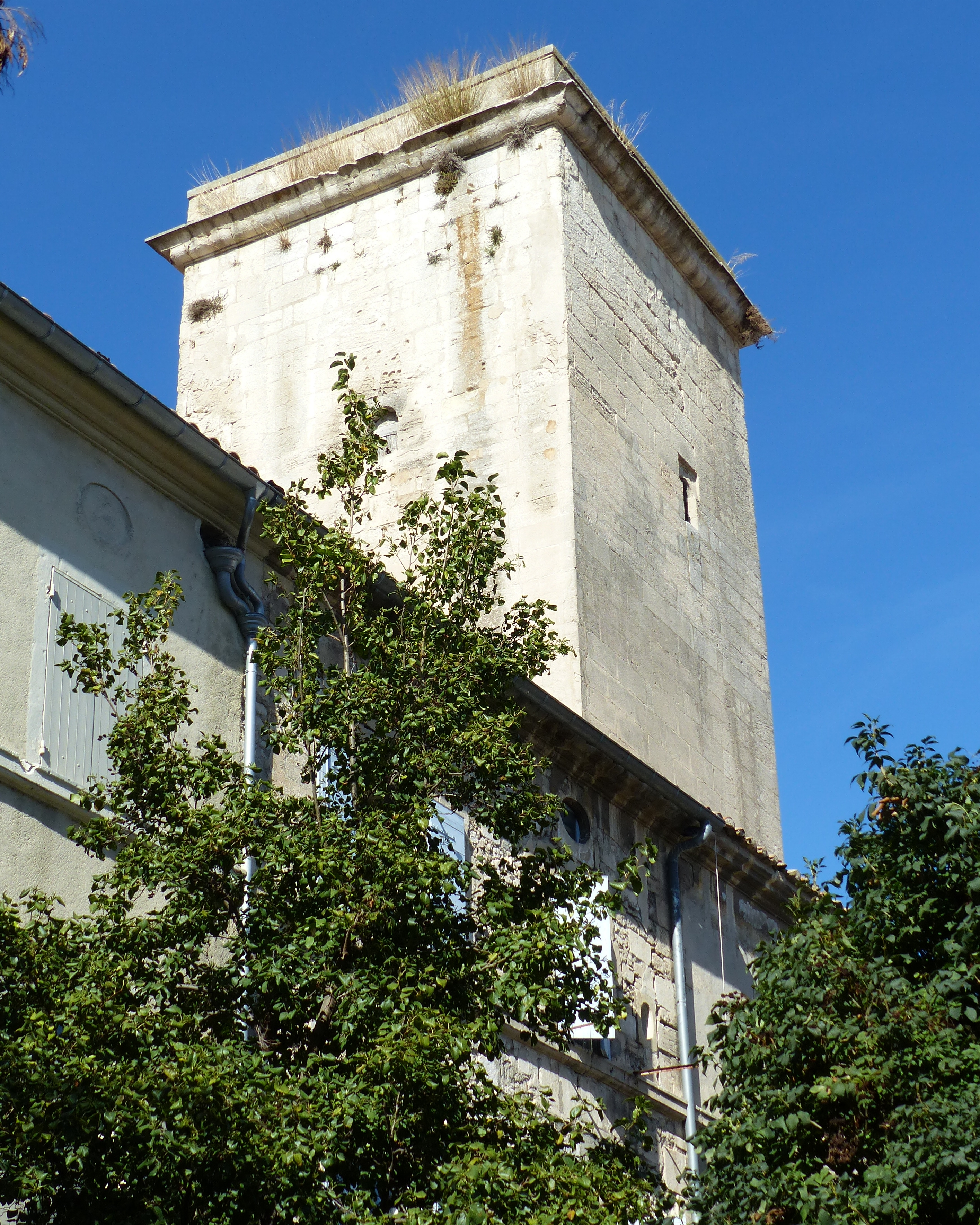
Klokkentoren van Sainte-Croix (18e eeuw)

De Monastère des Saints-Apôtres-et-Martyrs, korter Monastère des Saints-Apôtres, was een abdij (547-eind 18e eeuw) in de stad Arles, Frankrijk. Op deze plek staat werd in 1720 de kerk Sainte-Croix gebouwd, waarvan de voorgevel en de klokkentoren nog bestaan. Deze staan in de wijk Roquette, in het centrum van Arles.

## Historiek
In 547 stichtte Aurelianus, aartsbisschop van Arles, de abdij. De eerste abt was Florentinus. Zowel het graf van Florentinus als een relikwie van het Heilig Kruis waren religieuze trekpleisters van de abdij tijdens de middeleeuwen. In de 12e eeuw werd de abdij herleid tot een kleine priorij die afhing van de kathedraal van de aartsbisschop. De kerk fungeerde als een van de twee grote parochiekerken van de stad. De wijk van de stad heette in de middeleeuwen Vieux-Bourg of Bourg des Porcelet naar de lokale edelman en, sinds de Franse Revolutie, Roquette.
In 1720 werd de oude kloosterkerk afgebroken. Op dezelfde plek of ernaast werd de kerk Sainte-Croix gebouwd; zij was in maniëristische stijl. De toren heeft een mechanisch uurwerk die redelijk bewaard gebleven is.
Na de Franse Revolutie werd de priorij verkocht en gebruikt voor bewoning en opslagruimte. Nog later werd alles afgebroken. Hetzelfde lot onderging de kerk Sainte-Croix. Sindsdien bestaan enkel haar voorgevel, de klokkentoren en enkele 18e-eeuwse fundamenten.